# 台湾石楠
台湾石楠（学名：Photinia lucida）为蔷薇科石楠属下的一个种。臺灣原生物種，生長於海拔1500公尺以下的落葉闊葉林。

## 外部來源
- . 中国植物物种. 昆明: 中科院昆明植物研究所.   [2013-01-17]. （原始内容存档于2016-03-05）.（简体中文）

## 扩展阅读
- 維基物種上的相關：台湾石楠